# میثاق جهانی کپی‌رایت
میثاق جهانی کپی‌رایت (به انگلیسی: (Universal Copyright Convention (UCC) یا میثاق ژنو، منعقده در ۱۹۵۲ در ژنو سوئیس، در کنار میثاق برن، یکی از دو میثاق بین‌المللی کپی‌رایت برای حفظ حقوق مؤلفان است. میثاق ژنو به ابتکار یونسکو به عنوان شق ثانی میثاق برن طراحی شد تا کشورهایی که با جنبه‌هایی از میثاق ژنو مخالفند ولی همچنان مایلند به نوعی میثاق چندجانبهٔ راجع به کپی‌رایت بپیوندد، مشکلی از این لحاظ نداشته باشند. این کشورها عمدتاً شامل کشورهای در حال توسعه و نیز ایالات متحدهٔ آمریکا و اغلب کشورهای آمریکای لاتین می‌شد. کشورهای در حال توسعه معتقد بودند حمایت‌های گستردهٔ مولود از میثاق برن عمدتاً به نفع کشورهای توسعه‌یافته غربی و صادرکنندهٔ کپی‌رایت است، اما ایالات متحده و کشورهای آمریکای لاتین پیشتر عضو میثاق بوینس آیرس بودند که حمایت‌های ضعیف‌تری را نسبت به میثاق برن در قارهٔ آمریکا ارائه می‌کرد. اعضای میثاق برن نیز به میثاق ژنو پیوستند، تا از حقوق آن‌ها در کشورهای غیرعضو میثاق برن حفاظت شود. اتحاد جماهیر شوروی در ۱۹۷۳ عضو میثاق ژنو شد.